# Yongchuan
Yongchuan is een stad in de provincie Chongqing van China. De stad heeft 803.458 inwoners (2020).